# محاصره کاننومینه
محاصره کاننومینه (انگلیسی: Siege of Kannomine)، در سال ۱۵۵۴،  یکی از نبردهای متعددی بود که در لشکرکشی تاکدا شینگن برای به دست گرفتن کنترل ولایت شینانو انجام شد.